# Dionýsius Heger
P. Dionysius Franz Heger OCist. (17. května 1887 Chyše – 15. srpna 1945 důl Pluto, Louka u Litvínova) byl česko-německý římskokatolický duchovní, člen cisterciáckého řádu, provizor oseckého kláštera a oběť vysídlení německého obyvatelstva z Československa po druhé světové válce.

## Život

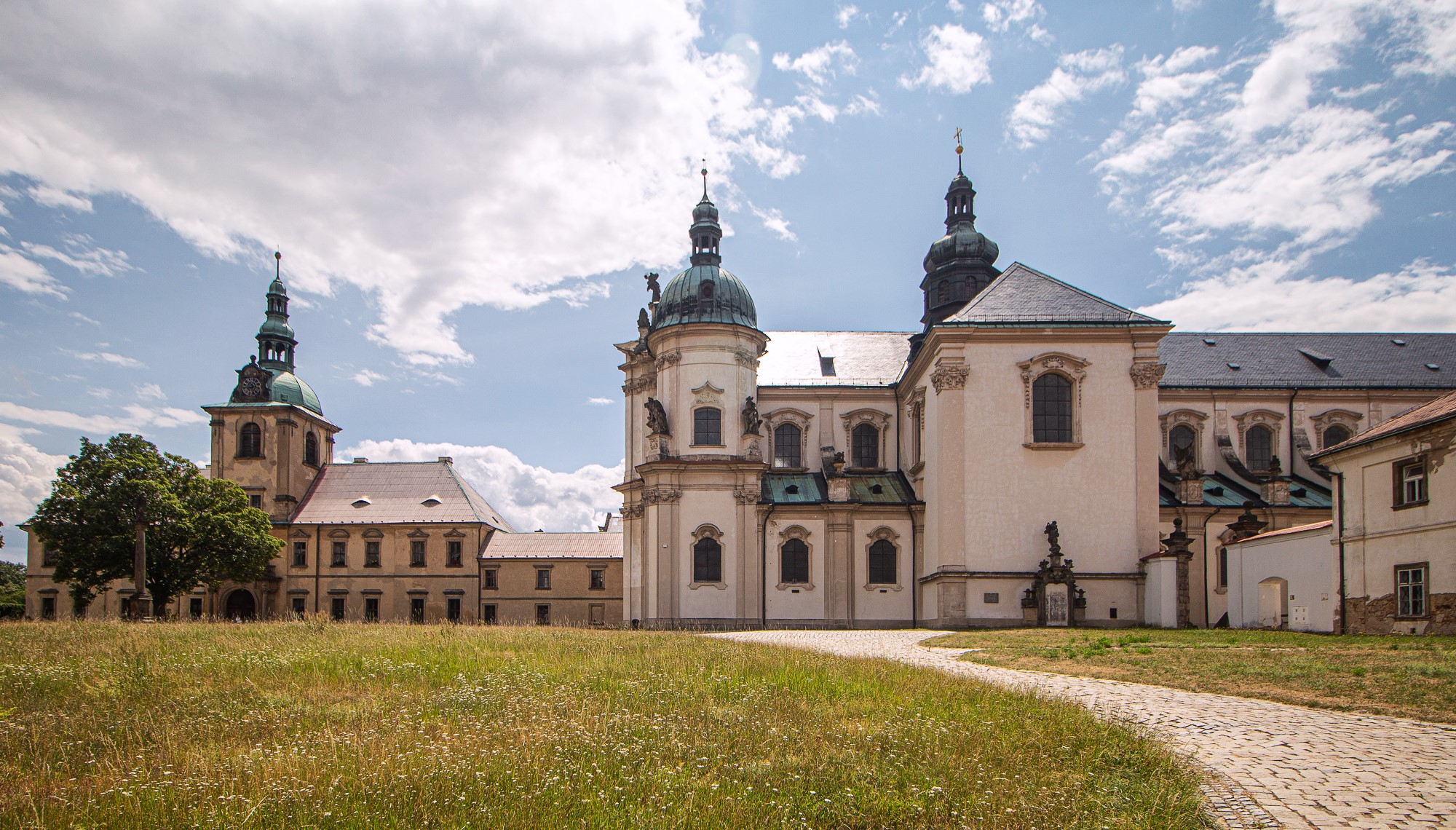
Cisterciácký klášter v Oseku

Rodák Franz Heger z Chyše u Žlutic v západních Čechách jako mladý muž vstoupil do cisterciáckého kláštera v Oseku. Dne 23. září 1908 měl obláčku a přijal řádové jméno Dionýsius. Časné sliby složil 26. září 1909 a trvalé sliby 28. září 1912. 
V letech 1909–1912 studoval na teologickém učilišti v Litoměřicích, kde také přijal 13. července 1913 kněžské svěcení. Po vysvěcení se vrátil zpět do kláštera v Oseku. V roce 1914 se stal kaplanem v Mariánských Radčicích. Od roku 1915 byl jmenován kaplanem ve farnosti Jeníkov. V letech 1918–1926 byl kaplanem při klášterním kostele Nanebevzetí Panny Marie v Oseku. Od roku 1927 opět působil v Jeníkově nejdříve jako administrátor a poté jako osobní děkan. V klášteře zastával funkci provizora. Za německé okupace mu bylo zakázáno vyučovat náboženství. Po skončení druhé světové války byl 1. července 1945 spolu s opatem Eberhardem Harzerem zatčen československý úřady.
Byl brutálně vyslýchán s cílem prokázat mu kolaboraci s nacisty. Ač mu nic prokázáno nebylo, bylo rozhodnuto, aby šel spolu s jinými mnichy na nucenou práci v uhelných dolech. Nejprve byl držen v Oseku a poté v Duchcově. Následně byl přemístěn do internačního tábora v Libkovicích. Dne 15. srpna 1945 byl odveden do dolu Pluto v Louce u Litvínova, kde v ten den i zemřel. Podle některých svědectví zřejmě na infarkt myokardu. Jeho tělesné ostatky byly uloženy na oseckém hřbitově.